# Christa-Mette Mumm von Schwarzenstein

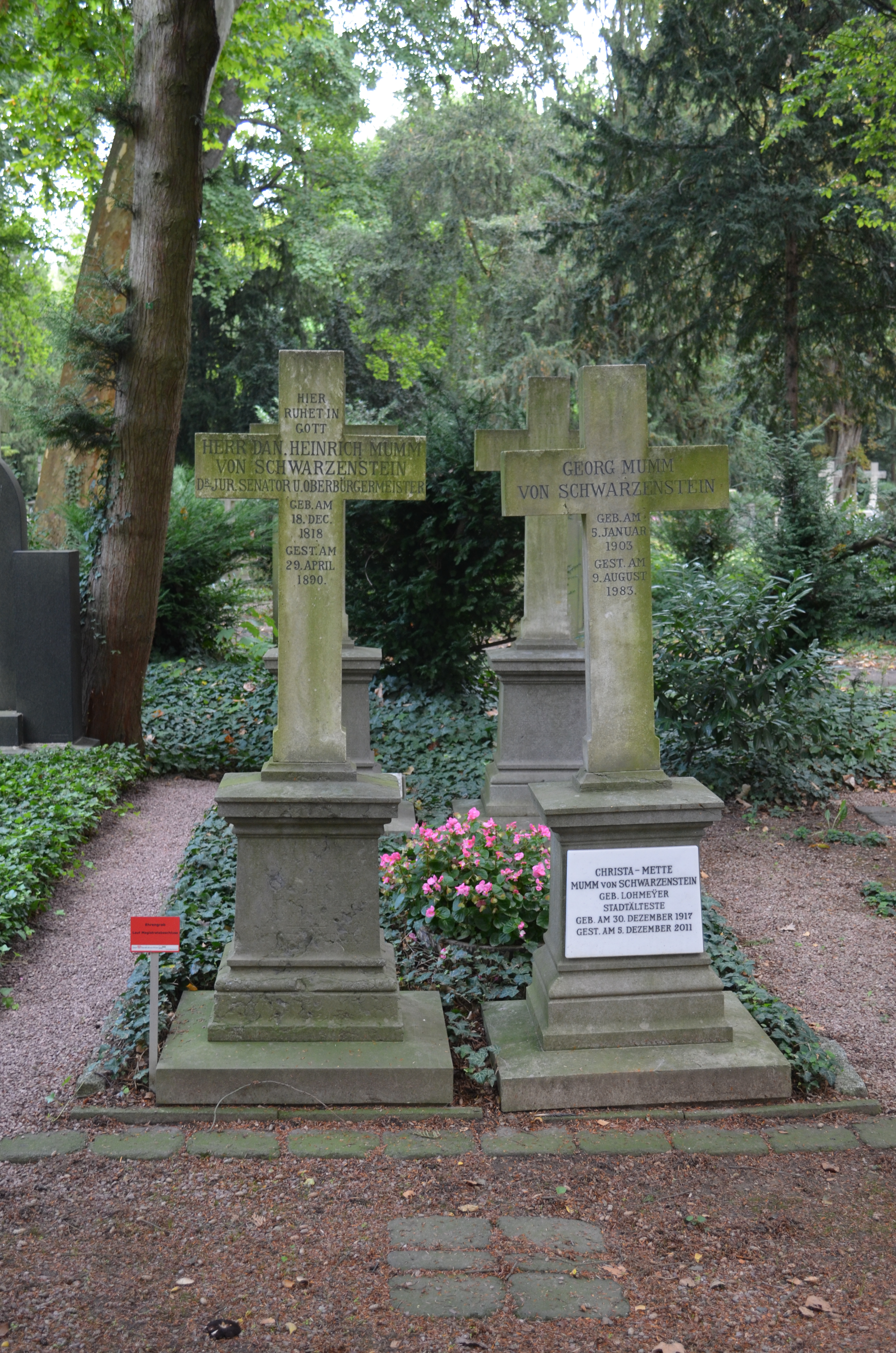
Grab von Christa-Mette Mumm von Schwarzenstein auf dem Frankfurter Hauptfriedhof (rechts, gemeinsam mit ihrem Mann; das linke Grab ist das Ehrengrab von dessen Großvater)

Christa-Mette Mumm von Schwarzenstein, geb. Lohmeÿer (* 30. Dezember 1917; † 5. Dezember 2011 in Frankfurt am Main) war Stadtverordnete der CDU in Frankfurt am Main.

## Biografie
Sie heiratete 1940 Georg Mumm von Schwarzenstein, den Enkel des ersten Frankfurter Oberbürgermeisters Daniel Heinrich Mumm von Schwarzenstein.
Christa-Mette Mumm von Schwarzenstein gehörte von 1968 bis 1989 der Stadtverordnetenversammlung Frankfurt am Main an. In den Jahren 1972 bis 1985 war sie stellvertretende Stadtverordnetenvorsteherin.
Darüber hinaus leitete sie bis Februar 1997 als Geschäftsführerin die Heusenstammstiftung für bedürftige Bürger. Außerdem engagierte sie sich für den Wiederaufbau rund um den Römerberg sowie der Alten Oper.
Sie ist gemeinsam mit ihrem Mann im Familiengrab auf dem Hauptfriedhof Frankfurt (Gewann A, Nr. 84) begraben.

## Ehrungen
Mumm von Schwarzenstein war Trägerin der Römerplaketten in Bronze, Silber und Gold, des Ehrenbriefes des Landes Hessen und des Verdienstkreuzes am Bande des Verdienstordens der Bundesrepublik Deutschland. Des Weiteren war sie Stadtälteste in Frankfurt.